# Agapowka
Agapowka (ros. Агаповка) – wieś (sieło) w Rosji, w obwodzie czelabińskim, ośrodek administracyjny rejonu agapowskiego. W 2010 liczyła 6561 mieszkańców.

## Urodzeni
- Wiktor Topołow – ukraiński polityk.